# Wichita (pel·lícula)
Wichita és una pel·lícula de western, dirigida per Jacques Tourneur i estrenada el 1955. L'obra va guanyar un premi Globus d'Or i ha estat doblada al català.

## Argument[2]
El caçador de búfals i empresari Wyatt Earp arriba a la ciutat de bestiar il·legal de Wichita (Kansas). La seva habilitat amb la pistola el fa un candidat perfecte per a marshall però rebutja la feina fins que se senti moralment obligat a portar la llei i l'ordre a aquesta ciutat salvatge.

## Repartiment
- Joel McCrea - Wyatt Earp
- Vera Miles - Laurie McCoy
- Lloyd Bridges - Gyp Clements
- Wallace Ford - Arthur Whiteside
- Edgar Buchanan - Doc Black
- Peter Graves - Morgan Earp
- Keith Larsen - Bat Masterson
- Carl Benton Reid - Mayor Andrew Hoke
- John Smith - Jim Earp
- Walter Coy - Sam McCoy
- Robert J. Wilke - Ben Thompson
- Walter Sande - Clint Wallace
- Jack Elam - Al Mann
- Mae Clarke - Mary Elizabeth McCoy
- Gene Wesson - Lladre
- Sam Peckinpah actua una curta estona com a caixer del banc

## Premis
- Globus d'Or Best Outdoor Drama 1956